# Josep Buil i Mayral
Josep Buil Mayral (Girona, 9 de març de 1920 – Eivissa, 23 de desembre de 2005) va ser un fotògraf català.

## Biografia
Josep Buil s'inicia en la pràctica de la fotografia passada la trentena, i durant anys compagina aquesta activitat amb la seva professió de comerciant en una merceria del carrer Nou de Girona.
A la dècada de 1960 treballa per encàrrec, en qualitat de reporter gràfic, per a diferents revistes i editorials. És el cas de la revista Usted, on publica alguns reportatges, principalment de monuments de la ciutat de Girona i de diferents indrets de la Costa Brava. També en aquesta dècada treballa com a col·laborador del diari Los Sitios i de la revista Presència. Un dels moments clau en la consolidació de la seva carrera com a fotògraf és quan l'editorial Everest li encarrega un reportatge fotogràfic per a il·lustrar una guia turística de Girona, que es publica el 1968, i una guia sobre la Costa Brava, el 1969.
Durant la seva vida a Girona, Josep Buil manté un important compromís amb l'activitat cultural de la ciutat. Exemple d'això és que el gener de 1954, juntament amb J. Gili i Xavier Puig, funda l'Agrupació Fotogràfica i Cinematogràfica de Girona i Província, l'AFYC, associació dedicada al foment i la promoció de la fotografia i el cinema gironí.
L'any 1970 l'editorial Everest li encarrega una nova guia turística, aquesta vegada sobre Eivissa i Formentera, fet que propicia que s'estableixi definitivament a Eivissa com a fotògraf. Aquest mateix any 1970 comença a treballar al Diario de Ibiza, que fins aleshores sortia sense il·lustrar. Aquesta circumstància fa que puguem considerar-lo com el primer reporter gràfic de les Pitiüses.
Compagina la feina de reporter gràfic amb encàrrecs d'editorials i d'institucions públiques. També treballa amb publicacions d'abast internacional, com l'especial sobre Eivissa que edita la Cambra de Comerç de Nova York, o la col·laboració en un llibre d'imatges col·lectiu sobre l'illa, editat a Hamburg (Alemanya).
A més de les publicacions, munta diverses exposicions, com l'antològica de 1972, la de Ibiza y sus gentes de 1976, la retrospectiva Fets i gent, Una dècada de periodisme gràfic de 1995, i La dècada dels 70, el 2005, pocs mesos abans de la seva mort.
Finalment, cal destacar-ne també els treballs com a corresponsal per a les agències EFE i Europa Press.
Mor a la ciutat d'Eivissa el 23 de desembre del 2005.

## Premis
En la seva etapa de Girona aconsegueix un total de 72 premis, la majoria d'àmbit català i estatal. És l'únic autor de l'estat espanyol representat al XI Salón Internacional de Arte Fotográfico, fet a Santiago de Xile el 1962. Aquest mateix any presenta la seva única exposició a Girona, titulada Fotografia Artística, a la sala d'exposició de l'AFYC, al carrer Bonaventura Carreras Peralta. A Eivissa hi és premiat el 1975 amb el premi García de Sáez de periodisme gràfic internacional i, el 1981, amb el premi al millor fotògraf de premsa a Eivissa, d'elecció popular.

## Llegat
El llegat de Josep Buil es troba repartit, com la seva vida, entre la ciutat de Girona i Eivissa. D'una banda, el seu treball amateur fet des de Girona, que compta amb una important representació de la seva obra creativa, suposa la creació d'un arxiu de prop de 3.000 fotografies, cedides al Centre de Recerca i Difusió de la Imatge (CRDI) de l'Ajuntament de Girona. De l'altra, la seva obra professional a Eivissa, centrada sobretot en el seu treball de fotoperiodista, que el va portar a la creació d'un arxiu de més de 40.000 negatius, cedits a l'Arxiu d'Imatge i So Municipal d'Eivissa (AISME) i a l'Arxiu d'Imatge i So del Consell Insular poc abans de la seva mort.
El Museu de la Fotografia de Girona, inaugurat el setembre de 2012, compta amb un espai dedicat a Buil.

## Publicacions
- Oliver Alberti, Mariano. Gerona / textos Mariano Oliver Alberti; fotografías José Buil Mayral. León: Everest, D.L. 1969
- Oliver Alberti, Mariano. Gerona / textos: Mariano Oliver Alberti; fotografías: José Buil Mayral [et al.]. León: Everest, DL 1973. 246 p.
- Bonet Riera, Antonio. Ibiza y su paisaje / textos: Antonio Bonet Riera; fotografies terrestres: José Buil Mayral y A. Zerkowitz. Eivissa, 1973
- Demerson, Jorge. Las iglesias de Ibiza / Jorge Demerson; prólogo del Marqués deLozoya; fotos de José Buil Mayral. Madrid: Amigos de Ibiza, 1974.
- Ibiza en color / fotografías: J. Ciganovic, con la col. de J. Buil Mayral. 2{487} ed. León [etc.]: Everest, 1974.
- Demerson, Jorge; Las Iglesias de Ibiza / Jorge Demerson; prólogo del Marqués de Lozoya; fotos de José Buil Mayral. [Madrid: PAR, 1975]. 79 p.
- Verdera Ribas, Francisco. Ibiza y Formentera / textes: Francisco Verdera Ribas; photographies: J. Ciganovic, J. Buil Mayral, J.J. Gili Olcina, F. Ontañón. 2a ed. León: Edit. Everest, [1976]
- Mulet, Josep Mª i Matas, Vicenç. Fotografia a Balears / "Sa Nostra" Caixa de Balears, Palma, 1989.
- Buil Mayral, Josep, (1920-2005.). Fets i gent [catàleg d'exposició]: una dècada de periodisme gràfic: Sala de Cultura "Sa Nostra", Eivissa, març 1995. Eivissa: Consell Insular d'Eivissa i Formentera: Sa Nostra Caixa de Balears, 1995 (Eivissa: Gràf. Margen)
- Vila, com has canviat! Crònica gràfica de la transformació d'una ciutat (1950-1985) / selecció de Xicu Lluy Torres / fotografies: Josep Buil Mayral, i altres. Genial Edicions, Eivissa, 2002.
- Redescobrint Buil Mayral. Una mirada a l'Eivissa dels anys 70 i 80 / fotografies: Col·lecció Josep Buil Mayral (Arxiu d'imatge i so del Consell d'Eivissa) / Arxiu d'imatge i so del Consell d'Eivissa, Eivissa, 2010.